# Автомагістраль A50 (Польща)
Автомагістраль A50 (пол. Autostradowa Obwodnica Warszawy, AOW) — запланована автомагістраль в Польщі. Його було додано до мережі автомагістралей та швидкісних доріг відповідно до постанови від 24 вересня 2019 року. Зрештою, він має взяти на себе транзитний рух від швидкісної дороги S2. Завершення будівництва заплановане на 2027 рік. Артерія має стати південною ділянкою нової об’їзної дороги Варшави, північна частина якої проходитиме вздовж запланованої швидкісної дороги S50. Протяжність нової автомагістралі приблизно 100 км, по три смуги в кожному напрямку.